# John Moncur
John Frederick Moncur (Stepney, 22 september 1966) is een Engels voormalig betaald voetballer. Moncur speelde doorgaans als centrale middenvelder. 

## Clubcarrière
Moncur kwam in 1984 als zeventienjarige voort uit de jeugd van Tottenham Hotspur, maar slagen bij de Spurs lukte de controlerende middenvelder niet. 
Moncur werd door Tottenham uitgeleend aan Doncaster Rovers, Cambridge United, Portsmouth, Brentford en Ipswich Town. In 1992 verhuisde Moncur definitief naar Premier League-club Swindon Town. In 1994 werd hij overgenomen door West Ham United voor een bedrag van 1 miljoen pond. Moncur vereenzelvigde zich bij Swindon Town en West Ham United met een agressieve doch technisch verfijnde stijl. De spelverdeler pakte vaak een gele kaart, maar beschikte over een uitstekende passing. 
Een ingreep waarmee Moncur bijvoorbeeld berucht werd, was zijn tackle op Éric Cantona van Manchester United op 20 maart 1994, als Swindon Town-speler. Moncur (rugnummer 32) kreeg als Swindon-speler eens een vuistslag in het gezicht van Norwich City-speler Jeremy Goss. Hij verliet Swindon Town nadat de club uit de Premier League was gedegradeerd (mei 1994). 
Moncur speelde 176 competitiewedstrijden voor West Ham United, waar hij onder leiding van Billy Bonds en Harry Redknapp een belangrijke speler was. West Ham betaalde destijds één miljoen Britse pond voor hem aan Swindon Town.
In mei 2003 zette Moncur een punt achter zijn professionele loopbaan. Moncur kwam reeds twee seizoenen minder aan spelen toe onder trainer Harry Redknapp.

## Persoonlijk leven
Moncur kampte in het verleden met een periodieke explosieve stoornis. Zijn twee zonen George en Freddy werden eveneens profvoetballer.